# Gare de Redjem Demouche
La gare de Redjem Demouche est une gare ferroviaire algérienne située sur le territoire de la commune de Redjem Demouche, dans la wilaya de Sidi Bel Abbès.

## Situation ferroviaire
Établie à une altitude de 1 139,000 m, la gare est située au point kilométrique (PK) 151,585  de la ligne de Oued Tlelat à Béchar, où elle est précédée de la gare de Ras El Ma et suivie de celle d'El Biod.
| \| Ras El Ma Sidi Bel Abbès Tabia Moulay Slissen Redjem Demouche \| Localisation de la gare de Redjem Demouche dans la wilaya de Sidi Bel Abbès. |
| Ras El Ma Sidi Bel Abbès Tabia Moulay Slissen Redjem Demouche                                                                                    |

## Histoire
Lors de la colonisation, la gare portait le nom de gare de Crampel.
La gare est mise en service en 1885 lors de l'ouverture de la section de Tatenyaya à Crampel (Redjem Demouche) de la ligne de Tabia à Crampel,.
La gare est restée une gare terminus jusqu'en 2010, année au cours de laquelle été ouverte la voie ferrée de Redjem Demouche à El Biod connectant ainsi les lignes de Tabia à Redjem Demouche et de d'El Biod à Béchar pour constituer la nouvelle ligne de Oued Tlelat à Béchar.

## Service des voyageurs

### Desserte
La gare est desservie par :
- les trains grandes lignes de la liaison Oran - Béchar[4] ;
- les trains régionaux de la liaison Oran - Mécheria[5].